# Wyższa Szkoła Inżynierii
Wyższa Szkoła Inżynierii (WSInż.) – od 30 czerwca 1939 r. Wojskowa Szkoła Główna Inżynierii – wojskowa szkoła akademicka Sił Zbrojnych II RP istniejąca w latach 1936–1939.

## Historia szkoły
Sprawa zasilenia kadr WP siłami technicznymi była dyskutowana od 1922 r. na najwyższym szczeblu wojskowym. Dyskutowano o utworzeniu od Wyższej Szkoły Artylerii i Inżynierii po Politechnikę Wojskową. W miarę rozwoju broni technicznych w armiach na zachodzie, a także w ZSRR  problem stawał się coraz poważniejszy i w końcu zdecydowano o utworzeniu WSInż. Szkoła została utworzona 1 listopada 1936 roku, na podstawie rozkazu z 20 października 1936 roku o utworzeniu Wojskowej Szkoły Inżynierii w składzie: Wyższa Szkoła Inżynierii i Szkoła Podchorążych Saperów. Komendanta Szkoły mianował Prezydent RP i który miał do pomocy dyrektora nauk technicznych i dyrektora nauk wojskowych. Pierwszym komendantem został płk sap. Stanisław Arczyński, dyrektorem nauk technicznych prof. dr. A. Pszenicki rektor Politechniki Warszawskiej, a dyrektorem nauk wojskowych mjr dypl. F. Junker. Większość wykładowców technicznych stanowili pracownicy Politechniki. Słuchacze korzystali z laboratoriów i pomieszczeń Politechniki, korzystali też z placów ćwiczeń, laboratoriów i pomieszczeń Szkoły Podchorążych Saperów. Wyszkolenie taktyczne leżało w kompetencjach komendanta Wyższej Szkoły Wojennej, której wykładowcy prowadzili zajęcia ze słuchaczami Szkoły Inżynierii. Zajęcia wojskowe i gry wojenne, ćwiczenia zespołowe  i podróże taktyczne były prowadzone razem ze słuchaczami WSWoj.
Szkoła przygotowywała, w cyklu dwuletnim, oficerów wojsk saperskich do pracy w sztabach i kierowania zadaniami fortyfikacyjnymi. Słuchaczy nabierano z jednostek i sztabów, spośród  absolwentów Szkoły Podchorążych Saperów, którzy przesłużyli 5 lat i dowodzili pododdziałami. Studia składały się z dwóch jednorocznych kursów, z których pierwszy obejmował problematykę inżynieryjną szczebla taktycznego, drugi – szczebla operacyjnego. Tok studiów obejmował wykłady, ćwiczenia, zajęcia aplikacyjne, podróże taktyczne (wspólnie z Wyższą Szkołą Wojenną), pokazy, lustrowanie placów dużych budów, samodzielne wykonywanie projektów budowlanych i saperskich, wykonywanie referatów i opracowań taktyczno-inżynieryjnych. Absolwenci uzyskiwali tytuły inżynierów. WSInż. wspólnie ze Szkołą Podchorążych Saperów tworzyły Wojskową Szkołę Inżynierii w Warszawie. Pierwsza promocję słuchacze rozpoczęli w listopadzie 1936 r., a ukończyli w lecie 1938 r. Druga promocja rozpoczynała studia w listopadzie 1937 r., a kończyła 15 kwietnia 1939 r. ze względu na zagrożenie niemieckie i konieczność przygotowania teatru działań wojennych do działań operacyjno-taktycznych. Trzecia promocja, która rozpoczęła studia w listopadzie 1938 r., przerwała je w kwietniu 1939 r., a słuchacze zostali skierowani do jednostek. 
W WSInż. organizowano kursy fortyfikacyjne oraz kursy przeszkolenia dla oficerów starszych. Pierwszych 28 absolwentów zakończyło naukę 5 listopada 1938 roku. Łącznie szkołę ukończyło 59 oficerów, którzy otrzymali tytuł „inżyniera wojskowego”.
30 czerwca 1939 roku weszła w życie ustawa z dnia 23 czerwca 1939 roku o Wojskowej Szkole Głównej Inżynierii, na podstawie której dotychczas istniejąca Wyższa Szkoła Inżynierii została przekształcona na wojskową szkołę akademicką pod nazwą „Wojskowa Szkoła Główna Inżynierii”.

## Kadra szkoły
Obsada personalna szkoły w marcu 1939
- komendant – płk sap. Stanisław Arczyński
- pomocnik komendanta – ppłk sap. Wincenty Krzywiec
- adiutant – kpt. sap. Mieczysław Pękala
- lekarz – mjr lek. dr Marian Kajetan Śmietański
- dyrektor nauk – ppłk dypl. piech. Franciszek Junker
- kierownik przedmiotu – mjr sap. Józef Arabski
- kierownik przedmiotu – mjr sap. Karol Kleczke
- kierownik przedmiotu – mjr sap. inż. Władysław Rakowski
- asystent – kpt. sap. Wiktor Otton Fryderyk Zyndram-Kościałkowski
- pomocnik komendanta ds. gospodarczych – mjr sap. Kazimierz Krajowski-Kukiel
- oficer administracyjno-materiałowy – kpt. sap. Henryk Saturnin Różycki
- oficer żywnościowy – wakat
- oficer gospodarczy – kpt. int. Bolesław Sławiński
- dowódca kompanii gospodarczej – kpt. sap. mgr Stanisław Ciepliński
- dowódca plutonu ćwiczebnego – ppor. rez. pdsc Eugeniusz Ginalski
- na kursie – por. Antoni Szajta